# BIBFRAME
BIBFRAME (Bibliographic Framework) ist ein Datenmodell für bibliografische Daten. BIBFRAME wurde entworfen, um das Austauschformat MARC zu ersetzen, und Linked Data-Prinzipien anzuwenden, um den Nutzen von Bibliothekskatalogen sowohl inner- als auch außerhalb der bibliothekarischen Community zu erhöhen.

## Geschichte
Der MARC-Standard, den BIBFRAME ersetzen soll, wurde von Henriette Avram in der amerikanischen Library of Congress während der 1960er entwickelt. 1971 war MARC zum nationalen Standard für die Verteilung von Katalogdaten in the USA geworden, 1973 auch ein internationaler Standard.
In einem Artikel von 2002 argumentierte Roy Tennant, dass "MARC sterben muss" ("MARC must die"). Er führte als Begründung an, dass der Standard veraltet ist, nur in der Bibliothekscommunity genutzt wird und für die Anzeige, nicht die Speicherung oder Suche optimiert wurde. Ein Bericht der Library of Congress von 2008 stellte fest, dass MARC „auf vierzig Jahre alten Techniken des Datenmanagement basiert und nicht mehr im Einklang mit heutigen Programmiertechniken ist.“
Im Jahr 2012 kündigte die Library of Congress an, dass sie die Datenmanagement-Firma Zepheira beauftragt hatte, eine Linked-Data-Alternative zu MARC zu entwickeln. Im selben Jahr kündigte die Bibliothek ein neues Datenmodell namens MARC Resources (MARCR) an und veröffentlichte im November einen vollständigeren Entwurf des Datenmodells, das nun den Namen BIBFRAME trug.
Die Library of Congress veröffentlichte 2016 die Version 2.0 von BIBFRAME.

## Design

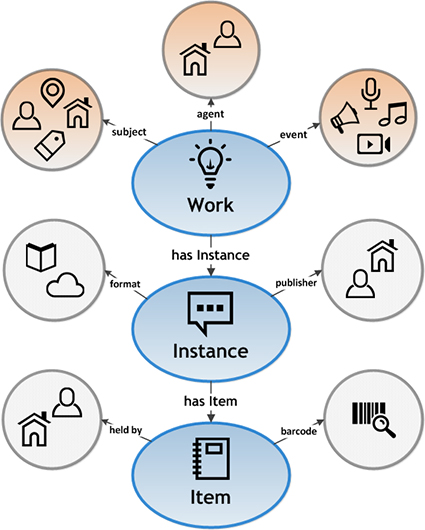
Illustration des BIBFRAME 2.0-Modells, mit drei Abstraktionsebenen (in blau) - Work, Instance, Item -und drei damit verbundenen Klassen (in orange) — Agent, Subject, Event.

BIBFRAME ist in RDF verfasst und basiert auf drei zentralen Abstraktionsebenen (Work, Instance, Item), mit drei zusätzlichen Klassen (Agent, Subject, Event) die mit den zentralen Kategorien verbunden sind.  Während sich Work in BIBFRAME als Zusammenführung der Kategorien Work und Expression im FRBR-Modell der IFLA begreifen lässt, entspricht die Kategorie Instance in BIBFRAME der Kategorie Manifestation in FRBR. Hierbei handelt es sich um einen Bruch mit FRBR und den FRBR-basierten Resource Description and Access (RDA) Katalogisierungsregeln. Allerdings weist das BIBFRAME-Modell darauf hin, dass das neue Modell „nach Anwendung reduktiver Techniken die FRBR-Beziehungen als Graph, statt als hierarchische Beziehung ausdrücken kann.“ Da sowohl FRBR als auch BIBFRAME in RDF formuliert sind, ist ihre Interoperabilität auf technischer Ebene möglich.

### Spezifische Formate
Obwohl das BIBFRAME-Modell derzeit über eine Kategorie für Periodika verfügt, gibt es weiterhin Probleme, die gelöst werden müssen, bevor das Modell für die Katalogisierung von Periodika verwendet werden kann. In BIBFRAME fehlen einige Datenfelder für Periodika, die in MARC verfügbar sind.
Ein Bericht von 2014 äußerte sich positiv zu BIBFRAMEs Tauglichkeit für die Beschreibung von Audio- und Videoressourcen. Allerdings wurden auch Zweifel an der Kategorie Work geäußert, die sich für die Beschreibung einiger Audioressourcen nicht eignet.

## Implementierungen
- Die Tutt Library des Colorado College hat mehrere experimentelle Anwendungen unter Verwendung von BIBFRAME erstellt.[15]
- 14 andere Forschungsbibliotheken erproben das Modell (Stand 2016).[16]
- Ex Libris veröffentlichte eine Roadmap für die Implementierung von BIBFRAME in ihrem Bibliothekssystem, inklusive einer MARC-nach-BIBFRAME-Konversion.[17]

## Verwandte Initiativen und Standards
- RDA, FRBR, FRBRoo, FRAD, und FRSAD sind im RDF-Format in der Open Metadata Registry erfasst, einer Datenbank für Metadaten-Schemata.[18]
- Das Schema Bib Extend-Projekt, eine von der W3C geförderte Gruppe arbeitet daran, Schema.org für bibliografische Daten nutzbar zu machen.[19]